# Orlando Thunder
De Orlando Thunder (of simpelweg de Thunder) is een voormalig professioneel American footballteam uit Orlando, Florida. De Thunder behoorde tot de 10 teams die speelden in de voormalige World League of American Football (WLAF), een semi-professionele competitie met teams uit de Verenigde Staten, Canada en Europa. Het team werd opgericht in 1991 en weer opgeheven in 1992, wegens een gebrek aan interesse van de NFL investeerders in de WLAF. Het team kwam uit in de Noord-Amerika Oost-divisie.
Het team viel op door het tenue dat bestond uit de kleuren fluorescerend groen, geel en lucht blauw. In het tweede jaar slaagde het team erin de finale van de World Bowl te bereiken. Orlando Thunder verloor echter met 21-17 van Sacramento Surge.

## Resultaten per seizoen
W = Winst, V = Verlies, G = Gelijk, R = Competitieresultaat
| Seizoen                | W  | V | G | R                     | Play-off resultaat     |
| ---------------------- | -- | - | - | --------------------- | ---------------------- |
| Orlando Thunder (WLAF) |    |   |   |                       |                        |
| 1991                   | 5  | 5 | 0 | 2e plaats             | --                     |
| 1992                   | 8  | 2 | 0 | 1e plaats             | World Bowl II verloren |
| Totaal                 | 13 | 7 | 0 | (1-1 in de play-offs) | (1-1 in de play-offs)  |

Noord-Amerika West:
Birmingham Fire · Sacramento Surge · San Antonio Riders
Noord-Amerika Oost:
Montreal Machine · New York/New Jersey Knights · Orlando Thunder · Raleigh-Durham Skyhawks · Ohio Glory
Europa:
Barcelona Dragons · Frankfurt Galaxy · London Monarchs